# Pillnach
Pillnach ist ein Gemeindeteil der Gemeinde Kirchroth und eine Gemarkung im niederbayerischen Landkreis Straubing-Bogen.

## Geografie
Das Dorf liegt am Rand des Gäubodens zum Falkensteiner Vorwald. Die nächstgelegenen Städte sind Straubing und Wörth an der Donau.

## Geschichte
Pillnach gehörte im Mittelalter zur Herrschaft Wörth und hierin zum sogenannten „Niedergebiet“, dem Gebiet des Amtshofs in Pondorf. Zum 1. Juli 1972 wurde die Oberpfälzer Gemeinde aus dem Landkreis Regensburg nach Niederbayern in den Landkreis Straubing-Bogen umgegliedert. Mit der Gebietsreform in Bayern verlor die Gemeinde Pillnach ihre Eigenständigkeit und wurde am 1. Mai 1978 in die Gemeinde Kirchroth eingegliedert. Die ehemalige Gemeinde umfasste neben dem Hauptort Pillnach noch den Weiler Eichlberg und die Einöden Holzmühle und Sägmühle.

### Einwohnerentwicklung
| Jahr                        | 1840 | 1861 | 1871 | 1875 | 1885 | 1900 | 1925 | 1950 | 1961 | 1970 | 1987 |
| --------------------------- | ---- | ---- | ---- | ---- | ---- | ---- | ---- | ---- | ---- | ---- | ---- |
| Einwohner Gemeinde Pillnach | 249  | 245  | 297  | 279  | 315  | 261  | 283  | 306  | 247  | 269  |      |
| * Einwohner Dorf Pillnach   |      | 195  | 251  | 247  | 260  | 235  | 236  | 232  | 201  | 226  | 296  |
| * Einwohner Eichlberg       |      | 036  | 038  | 024  | 045  | 017  | 040  | 071  | 045  | 042  | 296  |
| * Einwohner Holzmühle       |      | 010  | 004  | 005  | 006  | 002  | 005  | 002  | 001  | 001  |      |
| * Einwohner Sägmühle        |      | 004  | 004  | 003  | 004  | 007  | 002  | 001  |      |      |      |

## Baudenkmäler
Siehe: Liste der Baudenkmäler in Pillnach